# ماساكي تسوجي
ماساكي تسوجي (باليابانية: 辻真先) (23 مارس 1932، ناغويا في اليابان)؛ كاتب سيناريو وروائي ياباني. درس في جامعة ناغويا.

## روابط خارجية
- ماساكي تسوجي على موقع IMDb (الإنجليزية)
- ماساكي تسوجي على موقع ميوزك برينز (الإنجليزية)
- ماساكي تسوجي على موقع قاعدة بيانات الفيلم (الإنجليزية)